# Paracomeron aurovilliusi
Paracomeron aurovilliusi is een keversoort uit de familie boktorren (Cerambycidae). De wetenschappelijke naam van de soort is voor het eerst geldig gepubliceerd in 1912 door Heller.